# 米切爾縣 (喬治亞州)
米切爾縣（英語：Mitchell County）是美國喬治亞州西南部的一個縣。面積1,331平方公里。根據美國2000年人口普查估計，共有人口23,932人。2005年減至23,791人。縣治卡米拉（Camilla）。
成立於1857年12月21日。縣名紀念州議員亨利·米切爾。